# Margarete Hoenerbach
Margarete Hoenerbach, född 1848, död 1924, var en tysk målare och skulptör.
Hon var 1892–1909 föreståndare för den konstskola som drevs av Verein der Künstlerinnen und Kunstfreundinnen.